# Retaule de la Verge amb el nen i un àngel
El Retaule de la Verge amb el nen i un àngel és una pintura sobre taula atribuïda a Jan Massys que es troba exposada a la sala 11 de l'exposició permanent del Museu d'Art de Girona compartint espai amb altres obres característiques del renaixement local del s. XVI. Es tracta d'una obra segurament forana les raons per les quals es troba avui a Catalunya i el camí que va seguir fins a arribar al museu, són encara desconeguts.

## Autor
Jan Massys, també escrit com a Matsys, Metsys, o Matsijs (Anvers, 1509 - 1575), va ser un pintor que, tot i considerat flamenc, pertany a un corrent artístic propi localitzat a Anvers als inicis del segle xvi. És una figura en general poc coneguda encara que valorada, amb clares influències flamenques i també amb la voluntat d'assimilar trets típics de la manera de treballar del sud d'Europa, especialment amb una mirada clara a Itàlia i el llegat estilístic i formal de l'escola de Leonardo Da Vinci.
Va néixer a Anvers el 1509 en una família marcada pel caràcter d'un pare ja llavors molt valorat com a pintor, el conegut Quentin Massys. Serà considerat, juntament amb el seu germà Cornelis, com la segona generació de pintors (1530) que van ser deixebles i continuadors de l'art del seu pare, encara que amb els anys ambdós pintors tendeixen a especialitzar-se.
Però en la seva època de joventut farà un art tan proper al de Quentin que en alguns casos l'atribució resulta complicada donada la dificultat de diferenciar les mans dels dos pintors. Després de la mort del seu pare, Jean s'inscriu com a mestre en el gremi de pintors de la seva ciutat natal i ràpidament serà conegut com a devoto continuatore dell'arte paterno. Un cop establerta la seva fama, viatjarà per diferents ciutats de França com París o Gènova encara que el 1558 el trobem ja de retorn a Anvers on portarà una vida assentada en plena dedicació a la pintura.

## Controvèrsies sobre l'atribució
Amb unes característiques formals i estilístiques allunyades del que es realitzava al nord de Catalunya en aquell moment, ha estat una obra que ha despertat la curiositat d'investigadors i historiadors per establir la seva autoria i el seu origen. D'aquesta manera veiem com la Taula de la Verge amb el Nen i un àngel no va ser atribuïda a cap autor concret fins al 1985, any en què el professor italià Dr. Giorgio T. Faggin proposa al Museu d'Art de Girona, després d'un estudi estilístic i comparatiu amb altres obres, a Jean Massys com a autor de la taula. Deu anys més tard el professor Didier Martens publicarà finalment aquesta teoria.
Prèviament a aquesta data moltes havien estat les hipòtesis i és interessant veure-les per apropar-se, per una banda, a l'estudi de l'objecte i, potser d'una manera intrínseca, per adonar-se de les dificultats davant les quals els estudiosos de l'art es troben en estudiar el llegat artístic i històric d'època antiga.
D'aquesta manera s'avaluava la possibilitat que l'obra pertanyés al cercle artístic de l'escola llombarda de principis del s. XVI segurament per les analogies que presenten les figures amb el tractament formal d'un pintor influït per l'estil de Leonardo da Vinci. És possible que l'arquitectura que es veu en el fons de la composició afavorís aquesta teoria, donades les similituds amb el model d'arquitectura que presenten les obres d'aquesta època i zona geogràfica. Per intentar doncs crear un context on ubicar aquesta obra en un moment en el qual no se’n coneixia pràcticament res, es troben estudis que intenten buscar paral·lelismes amb altres obres d'artistes que van patir la forta influència de Leonardo.
Una primera hipòtesi proposava l'escola valenciana de principis del s. XVI com a candidata, amb la figura dels germans Yañez i Llanos, pintors que van ser coneixedors i seguidors de les innovacions italianes, però que alhora no assimilen algunes de les qualitats pictòriques que presenta la taula com són les transicions de la llum i el tractament de les ombres.
Una segona possibilitat, encara que remota, seria l'atribució de la pintura a Pedro Fernández, pintor d'origen murcià que va realitzar entre d'altres, el Retaule de Santa Elena, actualment en el Museu Catedralici de Girona. Encara que no comparteixen similituds estilístiques, el dibuix del retaule presenta una influència clarament llombarda.
L'última opció, també per descartar, seria l'atribució a un deixeble directe de Leonardo. Tot i la qualitat destacable del grup figuratiu, però, no correspondria al nivell tècnic ni compositiu d'aquests pintors.

## Descripció
Es tracta d'una taula única, exempta, de dimensions reduïdes (74 × 45 cm), emmarcada; que presenta una sola escena d'exterior amb un grup figuratiu en primer terme i un paisatge arquitectònic de fons.
La primera impressió que causa l'obra, és la d'una composició una mica estranya, fet que ha propiciat que alguns autors opinin que es tracti no d'una obra exempta, sinó d'un fragment de Retaule. En qualsevol cas l'estudi formal i iconogràfic no pot corroborar ni desmentir aquesta possibilitat.
La composició de la pintura, en buscar una descripció iconogràfica del motiu, ens fa centrar la nostra observació en el grup figuratiu de primer terme. El formen la Verge, el nen i un àngel. La Verge apareix asseguda sobre el seu vestit amb el nen Jesús en braços. Aquest acaricia amb una mà el rostre de la seva mare i amb l'altre agafa una poma que l'àngel, a la dreta de l'espectador, li ofereix. Darrere dels personatges, com a fons, apareix un espai fosc que emmarca els personatges creant una ambientació intimista. La meitat dreta s'obre en un paisatge arquitectònic que s'estén més avall en una ciutat la qual al seu temps es retalla en un espai obert de cel blau amb núvols serens i una línia d'horitzó alta.